# Plethodontohyla
Plethodontohyla is een geslacht van kikkers uit de familie smalbekkikkers (Microhylidae). De groep werd voor het eerst wetenschappelijk beschreven door George Albert Boulenger in 1882. Oorspronkelijk werd de wetenschappelijke naam Callula gebruikt.
Er zijn negen soorten inclusief de pas in 2007 beschreven soort Plethodontohyla fonetana. Alle soorten zijn endemisch op Madagaskar.

## Taxonomie
Geslacht Plethodontohyla
- Soort Plethodontohyla bipunctata
- Soort Plethodontohyla brevipes
- Soort Plethodontohyla fonetana
- Soort Plethodontohyla guentheri
- Soort Plethodontohyla inguinalis
- Soort Plethodontohyla mihanika
- Soort Plethodontohyla notosticta
- Soort Plethodontohyla ocellata
- Soort Plethodontohyla tuberata

Anilany · 
Anodonthyla · 
Cophyla · 
Madecassophryne · 
Plethodontohyla · 
Rhombophryne · 
Stumpffia